# دارکوب نیرومند
دارکوب نیرومند (نام علمی: Campephilus pollens) گونه‌ای از پرندگان خانواده دارکوبان است. در کلمبیا، اکوادور، پرو و ونزوئلا یافت می‌شود. این گونه یک دارکوب بزرگ کمتر شناخته‌شده، به طول ۳۳–۳۸ سانتی‌متر (۱۳–۱۵) است و نسبت نزدیک با دارکوب نوک‌عاجی آمریکای شمالی دارد.
زیستگاه طبیعی آن جنگل‌های مرطوب نیمه‌گرمسیری و گرمسیری در رشته کوه‌های آند است. معمولاً در ارتفاعات بالاتر از هر دارکوب بزرگ دیگری یافت می‌شود.